# Hôtel de Donon
L'hôtel de Donon est un hôtel particulier, situé au no 8, rue Elzévir dans le 3e arrondissement de Paris, en région Île-de-France.
Il est construit à partir de 1575, à la demande de Médéric de Donon, seigneur de Châtres-en-Brie et de Loribeau, conseiller du roi et contrôleur général de ses bâtiments.
En 1640, l’hôtel passe à la famille Le Mairat puis aux familles Hénault de Tourneville puis Bourgeois à partir de 1798, avant d’être racheté par la ville de Paris en 1974.
Depuis 1990, l’hôtel accueille le musée Cognacq-Jay.

## Situation
Situé au no 8, rue Elzévir et au no 9, rue Payenne, l’hôtel est construit sur ce qui est alors, des terrains situés au nord de l'enceinte de  Philippe-Auguste, à l'intérieur du  territoire englobé par l'enceinte de Charles V dès le XIVe siècle.
L’hôtel est desservi par la station de métro Saint-Paul.

## Histoire
Dès 1545, les religieux de Sainte-Catherine-des-Écoliers lotissent leurs terrains et un réseau de voies nouvelles voit le jour. Le chemin qui dessert alors la Culture Sainte-Catherine de la censive du Temple devient la rue de Diane, puis des Trois Pavillons, et enfin, la rue Elzévir.
À partir de 1575, Médéric de Donon, seigneur de Châtres-en-Brie et de Loribeau, conseiller du roi et contrôleur général de ses bâtiments, acquiert sur ces terrains des parcelles pour y faire construire son hôtel. L'architecte de l'hôtel est inconnu, mais Médéric pourrait en être partiellement l'auteur, étant à l'époque contrôleur des bâtiments du Roy.
L’architecture de l‘hôtel est très proche de celui que s’est fait construire, quelques années auparavant, l'architecte Philibert Delorme qui cependant était déjà décédé en 1575. L’architecte Jean Bullant pourrait également être le maitre d’œuvre car ce dernier est alors un proche de Donon et a travaillé pour Delorme.
En 1588, proche partisan du roi Henri III, Médéric de Donon est enfermé à la Bastille par la Ligue catholique et n’en ressort qu’en juillet 1593 après que le roi Henri IV ait abjuré sa foi protestante.
Il s’éteint dans l’hôtel quelques mois plus tard en 1594.
L’hôtel passe ensuite à son fils, Jean de Donon, qui le transmet à son tour à son neveu qui s’en sépare en 1636.
En 1640, la bâtisse est achetée par le financier Jean-Louis Le Mairat dont la descendance en garde la propriété jusqu’en 1798, année où il passe à la famille Hénault de Tourneville, à la suite du mariage de Françoise Le Mairat avec Étienne Hénault de Tourneville, avocat, survenu en 1776.
L’hôtel passe ensuite à la famille Bourgeois, par mariage de la fille unique des précédents, Étiennette-Marie Emmanuelle Léonie Hénault de Tourneville avec Hippolyte Bourgeois, avocat à la cour Royale de Paris.
À partir de 1839, l’hôtel est transformé en immeuble de rapport et à usage commercial. À cette occasion, il est considérablement remanié par l’ajout de divers agrandissements comme des galeries vitrées en saillie sur les façades au rez-de-chaussée côté cour, deux encorbellements dans les angles du premier étage. Un vaste garage couvrant l’intégralité du jardin vient compléter ces transformations dans les années 1930.
En 1974, la ville de Paris rachète l’hôtel, alors en piteux état, aux descendants Bourgeois.
À partir de 1981, l’hôtel, resté en déshérence, est pressenti pour accueillir les collections du couple Cognacq-Jay, fondateurs de la Samaritaine, collections qui sont jusqu’à lors conservées au no 25, boulevard des Capucines. À cette occasion, l’hôtel est intégralement restauré afin de retrouver son état originel.
Les travaux commencent en 1988, puis les collections sont installées en 1990, année de l’ouverture du musée au public.

## Protection
L’hôtel est protégé au titre des monuments historiques dans son intégralité, inscrit par arrêté du 6 août 1975, puis classé par arrêté du 28 décembre 1984.

## Description

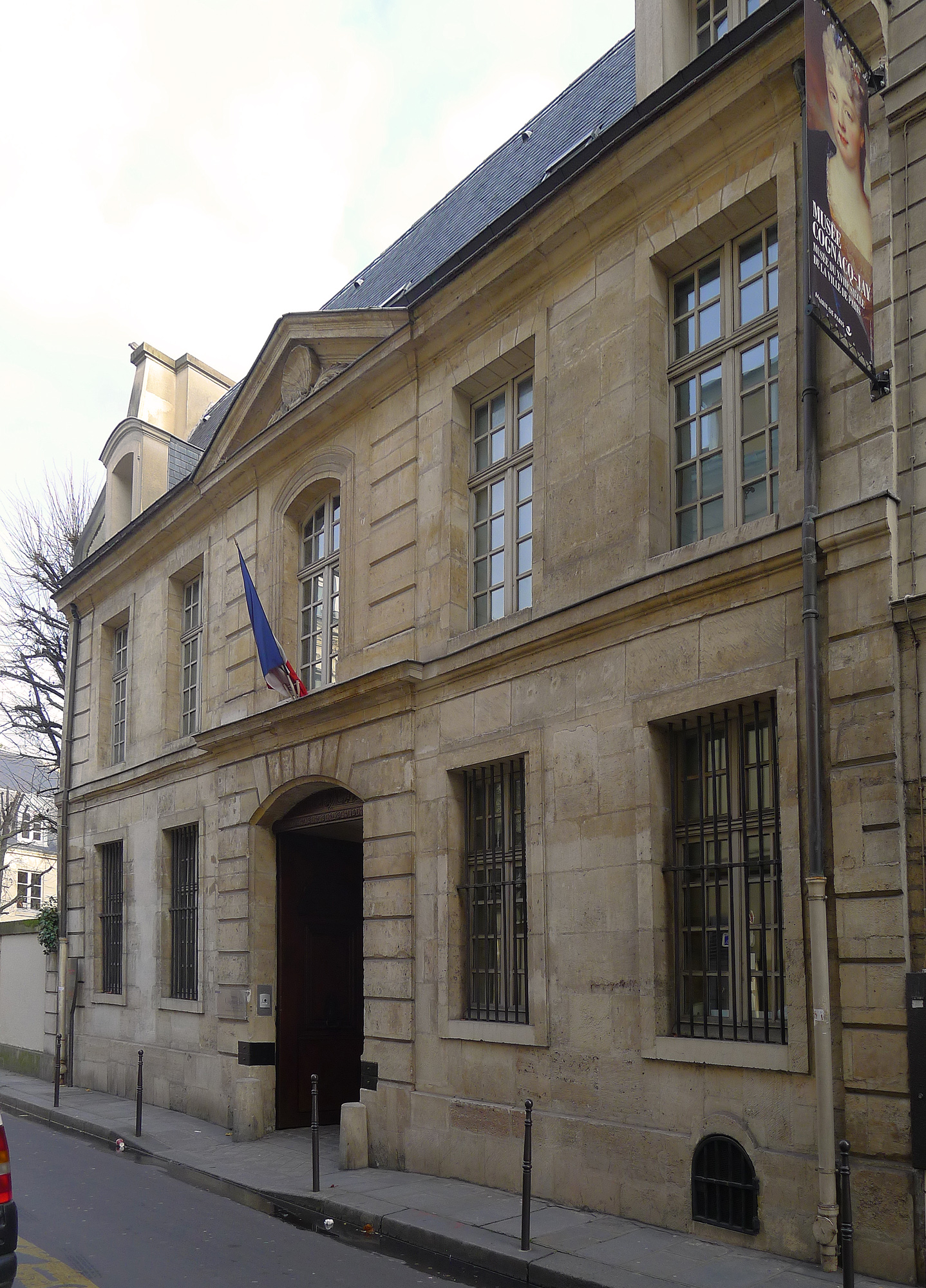
Hôtel vue de la rue Elzévir.

Le dessin général de l'hôtel de Donon, avec de hautes toitures, semble proche de la demeure que se fait construire Philibert Delorme dans le Marais, et semble avoir profité d'avancées qui ont été mises en place pour l'hôtel Carnavalet. Avec une unité et un goût parfaits, l'ensemble évoque à merveille la vie raffinée du Siècle des Lumières. Le splendide grand comble, lieu d'expositions, évoque la nef d'un bateau renversé. La structure du corps de logis principal est caractéristique des hôtels du Marais de cette époque. 
L'architecte de l'hôtel a adopté un plan régulier : les bâtiments entourent une cour rectangulaire. Au fond, le corps de logis principal est situé entre cour et jardin ; deux ailes le relient au bâtiment sur rue ; celle du sud abritait probablement des remises et les écuries, alors qu'une simple galerie occupait l'aile nord. Du côté de la cour, ainsi que du côté du jardin, s'avancent deux petits pavillons latéraux. La structure du corps de logis principal est caractéristique des hôtels du Marais au XVIe siècle : deux étages de caves - l'un d'entre eux en demi sous-sol réservé aux cuisines et à la salle du commun - au-dessus desquels s'élèvent deux étages de même hauteur, l'un en rez-de-chaussée haut réservé aux appartements de réception, l'autre étage carré coiffé d'un haut comble, l'un des plus beaux existant encore aujourd’hui.
L'élégance de cette architecture est due à la perfection du rythme des ouvertures : demi-croisée - croisée - croisée - demi-croisée. Subtilement, du côté de la cour, tout concourt a créer un effet pyramidant : ainsi les deux lucarnes percées dans le comble sont réunies sous un même fronton ; du côté du jardin, seules les croisées pleines sont surmontées de lucarnes. Cette pureté déjà classique n'est alourdie par aucun décor sculpté : à la base du toit, les consoles sont laissées nues, de simples moulures soulignent l'arrondi des lucarnes et les rampants des frontons. Si le corps de logis principal semble intact, il n'en est pas de même des pavillons : l'analyse de leur construction fait penser à un ajout ou une surélévation. Les transformations apportées aux XVIIe et XVIIIe siècles ne permettent plus de situer avec certitude l'emplacement de l'entrée principale de l'hôtel. Il est probable qu'une porte percée au rez-de-chaussée du pavillon nord de la cour donnait accès à l'escalier desservant l'appartement, les communs et le jardin. L'escalier actuel, du type " à vuide " et pourvu d'une rampe en fer forgé date de la fin du XVIIe siècle, comme le montrent ses caractéristiques et les comparaisons avec d'autres escaliers dans le Marais. Sa modification entraîna celle du pavillon nord et, par souci de symétrie, une transformation du pavillon sud. Les ailes furent probablement surélevées en même temps, comme l'ont suggéré, lors de la restauration de l'hôtel, les traces d'une ancienne toiture de l'aile nord.
Par ailleurs, on remarque que les fenêtres des galeries latérales ne comportent pas de meneaux contrairement à celles du grand corps de logis. L'architecture du bâtiment sur rue, avec son portail surmonté d'un fronton orné d'une coquille, ne peut pas davantage dater du XVIe siècle mais d'une campagne de travaux plus tardive, sans doute de la fin du XVIIe siècle. Sans doute vers 1710, un accès direct au jardin depuis l'appartement de réception, situé au rez-de-chaussée haut, fut aménagé en perçant une porte-fenêtre ouvrant sur un perron (plan de Paris par Jaillot, 1774).
Quelques éléments de décor intérieur subsistent. De la décoration d'origine il reste, dans la chambre basse (salle IV du musée) et dans le pavillon nord donnant sur le jardin (salle II), des plafonds à poutres et solives apparentes, peintes à l'imitation de la marqueterie avec des ornements tels que des rosaces de feuillages. Des transformations du début du XVIIe siècle datent les boiseries blanches et or situées dans le même pavillon et dans la grande pièce du rez-de-chaussée (salle III).

## Galerie

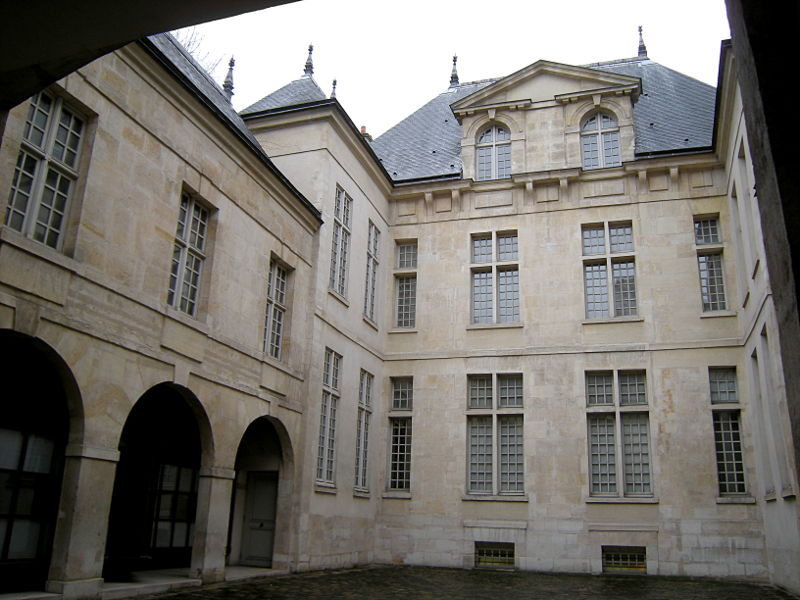
Cour de l'hôtel de Donon.
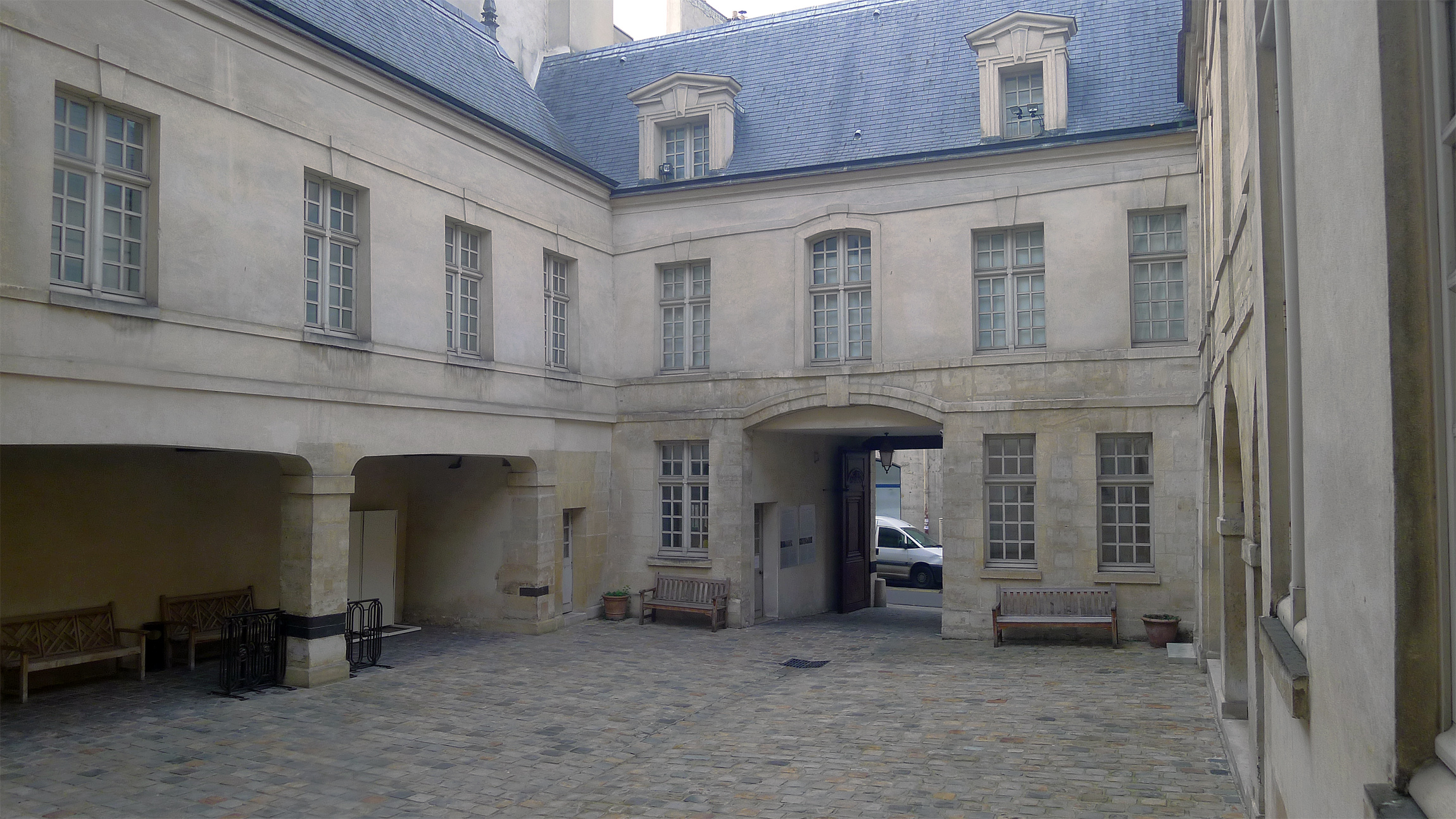
Cour de l'hôtel de Donon.
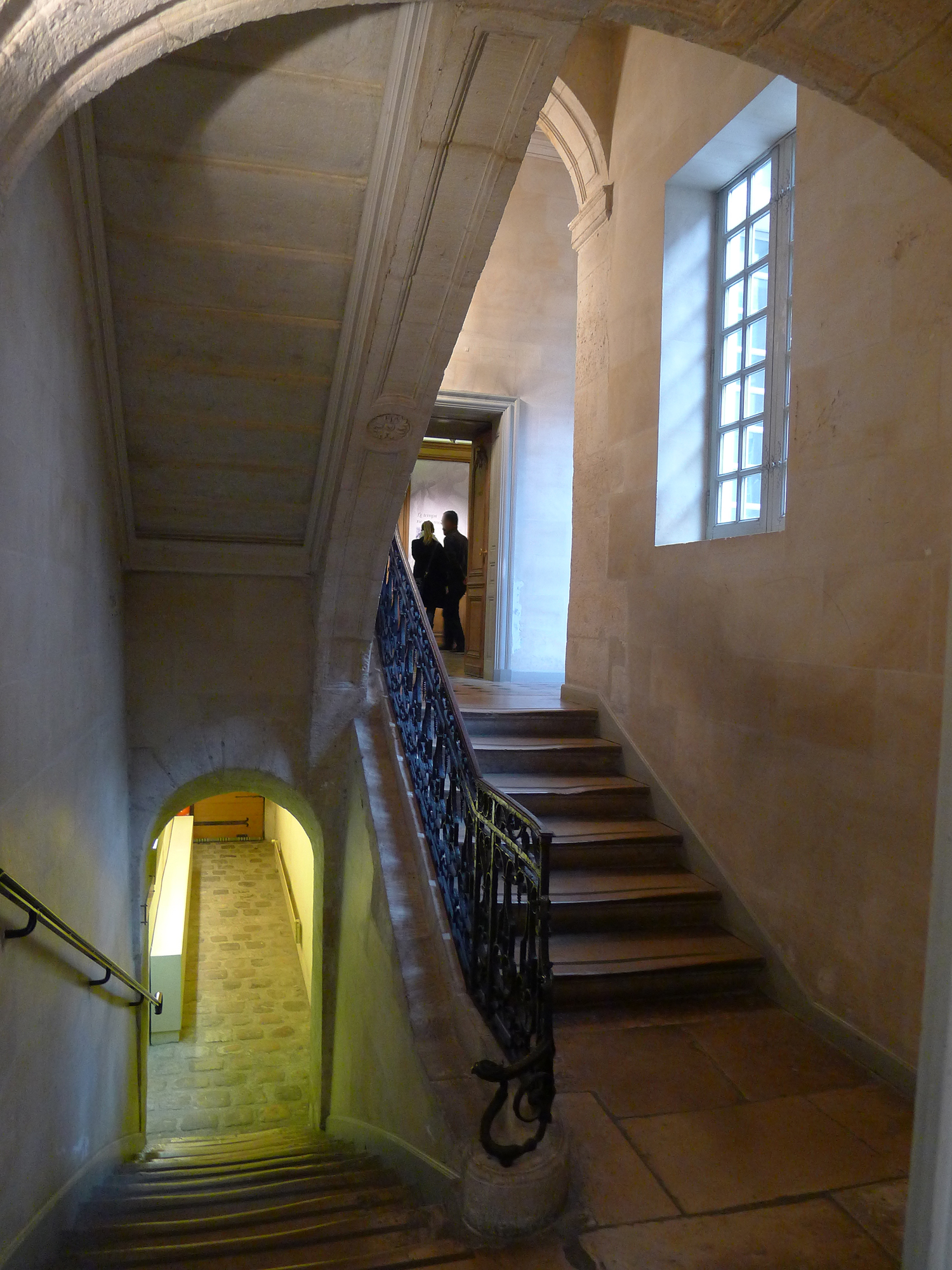
Escalier.
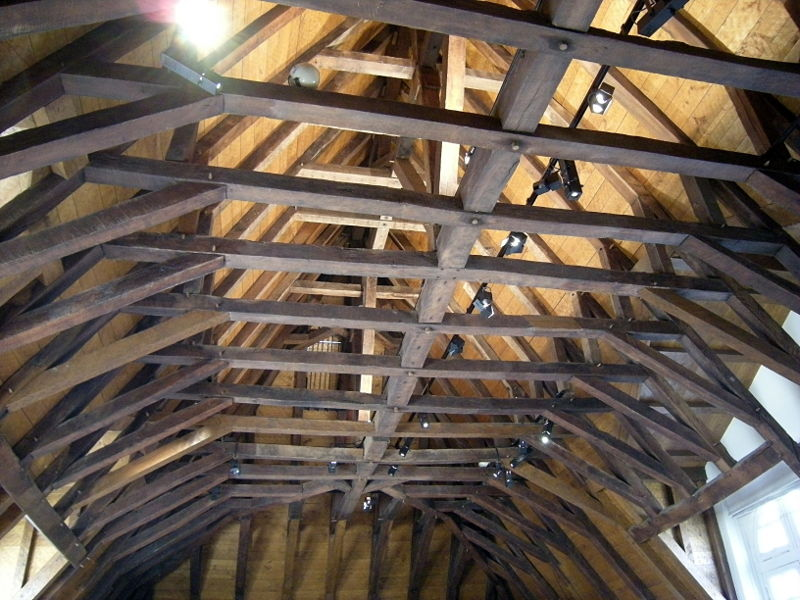
Grand comble de l'hôtel de Donon.